# Magyarország Területi Épségének Védelmi Ligája
A Magyarország Területi Épségének Védelmi Ligája, vagy rövidebben (Magyar) Területvédő Liga (TEVÉL) az első világháború végén a Károlyi Mihály-kormány segítségével alakult országos politikai propagandaszervezet volt, ami a történelmi Magyarország területi egységének megóvását tűzte zászlajára.

## Története
Az első világháború végén, 1918 novemberében alakult Budapesten a béketárgyalásokkal kapcsolatban, a magyar tárgyalódelegáció tudományos támogatására. Életre hívói Karafiáth Jenő, Cholnoky Jenő, Kelemen Kornél, Lázár Andor, Lázár Ferenc, Milotay István, nagyjeszeni dr. Jeszenszky Géza ügyvéd és Pethő Sándor voltak, első elnöke pedig lóczi Lóczy Lajos lett. A Liga jeles tagjai között említésre méltó dr. Persay Ferenc (1854-1937), Bars vármegye alispánja, aki igen tevékeny szerepet töltött be az irredentista világon.

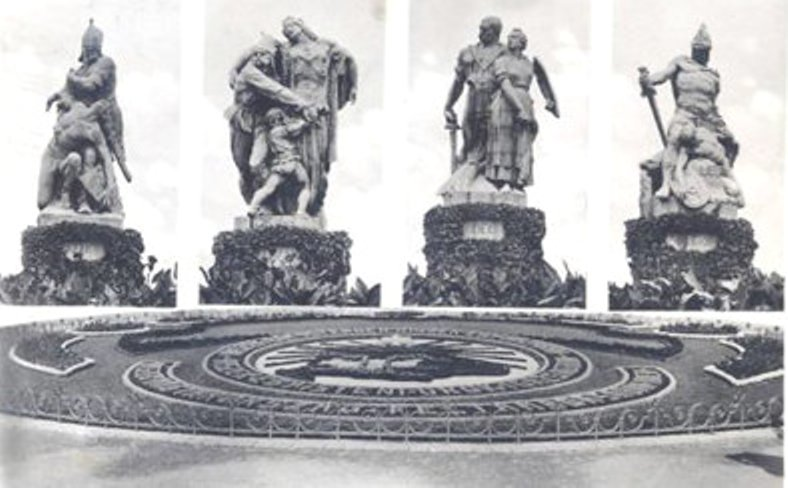
Irredenta szobrok és Ereklyés Országzászló. Balról jobbra „Kelet” (Csaba vezér), „Észak” (Hungária), „Dél” (Délvidék), „Nyugat” (Hadúr), középen az Ereklyés Országzászló

Buza Barna, a Károlyi Mihály-kormány ideiglenes igazságügy-minisztere kétmillió koronával segítette az állam részéről a szervezet megalapítását, amit a Magyar Földrajzi Társaság is támogatott. A Magyarországi Tanácsköztársaság során betiltották és feloszlatták, de annak bukását követően 1919 augusztusában gyakorlatilag azonnal újjáalakult. Onnantól kezdve országosan szervezett tüntetéseket és tömeggyűléseket a béketárgyalások ellen.
A Liga létrehozta nemzetiségi bizottságát. Ebben az országos vezetés részéről Okolicsányi László ügyvezető alelnök, Szontagh Tamás alelnök, Krisztics Sándor főtitkár, valamint a propaganda-bizottság elnöke és titkára, Gálocsy Árpád és Kálmán Károly, a „rész-ligák" képviseletében Dingha Béla a Felvidéki Liga, Thirring Gusztáv a Nyugatmagyarországi Liga elnöke játszott fontosabb szerepet, továbbá Eöttevényi Olivér (1917-ben Krassó-Szörény vármegye főispánja), Dessewffy István (Sáros vármegye volt aljegyzője), Persay Ferenc (Bars vármegye volt tiszti főügyésze), Okolicsányi Zoltán budapesti ügyvéd, választmányi tagok. Az összeomlás után a ligának az egyik megindítója volt nagyjeszeni dr. Jeszenszky Géza ügyvéd; a társadalmi és művelődési mozgalom belföldön és a külföldön cselekvő részvételével nagy tevékenységet fejtett ki a magyarság történelmi céljainak propagálása mellett.
Miután 1920. június 4-én aláírták a trianoni békeszerződést, a Védő Ligák Szövetségével közösen pályázatot írtak ki a magyarság aktuális életérzését kifejező rövid imádságra, illetve jelmondatra. Ezen pályázat győztese lett a Magyar Hiszekegy, illetve a „Csonka Magyarország nem ország, egész Magyarország mennyország” frázis. A szervezet még 1920-ban irredenta bélyegsorozatot adatott ki, illetve a saját országos gyűjtéséből összejött pénzből csináltatta és állíttatta fel 1921. január 16-án a budapesti Szabadság téren (a jelenlegi rózsaágyás helyén) az úgynevezett irredenta szobrokat, azaz az egyes elcsatolt részeket (Észak, Dél, Kelet és Nyugat) egy-egy szoborral jelképező szoborcsoportot. Az Irredenta szobrokat az akkori jelentős szobrászművészek készítették el: „Kelet” (Csaba vezér), Pásztor János szobrászművész alkotása; „Észak” (Hungária), Kisfaludi Strobl Zsigmond műve; „Dél” (Délvidék), Szentgyörgyi István alkotása; és „Nyugat” (Hadúr), Sidló Ferenc szobrászművész érdeme. Ezeket 1946-ban elbontották, hogy a közvetlenül mellette felállított és máig látható szovjet hősi emlékmű látványát ne zavarják.
A Területvédő Liga „találta meg” és használta fel saját propagandacéljaira József Attila 1922-ben írt Nem, nem, soha! című versét, aminek kissé módosított címe, a Nem! Nem! Soha! aztán rövid úton a liga (nem hivatalos) országos jelszavává vált.
A területvédők elnöke Lóczy Lajos lemondását követően gróf Teleki Pál, majd Urmánczy Nándor lett, mígnem az 1920-as évek közepén a központosítás és az átszervezések jegyében be nem olvasztották a Magyar Nemzeti Szövetségbe.
A Védőligák Szövetsége, az Erdélyi Magyar Szövetség és a Délvidéki Liga Urmánczy Nándor, Király Aladár, Sándor László, Ilosvay Gusztáv és Persay Ferenc vezetésével politikai pártot is alapított. A Honvédelmi Párt hivatalosan 1921. szeptember 16-án alakult meg; elnöke Urmánczy Nándor, korelnöke Persay Ferenc lett.

## Kiadványaik

### Idegen nyelveken
- Altenburger Gyula:[7] Hungary before, during and after the great war. Bp, 1919 Online
- Apponyi Albert: The American peace and Hungary. Bp, 1919 Online
- Pivány Jenő: The case of Hungary in the light of statements of British and American statesmen and authors. Bp, 1919. Online
- Pro Hungaria. Bp, 1919 Online
- Pröhle Vilmos: La vérité sur la Hongrie et sur la politique magyare. Bp, 1919 Online
- Tolnay Kornél: Hungarian railways and territorial integrity. Bp, 1919 Online
- Truth about Hungary. Extracts from the papers of R. Townson /and others/. Bp, 1919 Online
- Viczián Ede:[8] Waterways, hydraulic powers and territorial integrity of Hungary. Bp, 1919 Online
- Wlassics Gyula: The territorial integrity of Hungary and the league of nations. Bp, 1919 Online

### Magyarul
- Révai Mór János: Egy magyar ember nyílt levele Wilson elnök úrhoz Magyarország integritásáról; Magyarország Területi Épségének Védelmi Ligája, Bp., 1918
- Gesztesi Gyula: Magyarország integritása és az entente; Magyarország Területi Épségének Védelmi Ligája, Bp., 1919
- Végvári [Végvári Sándor]: Segítsetek! Hangok a végekről. 1918–1919; Magyarország Területi Épségének Védelmi Ligája, Bp., 1919
- Jancsó Benedek: Defensio nationis Hungaricae. Fellebbezés az emberiség elfogulatlanul gondolkozó tudományos közvéleményének ítélőszékéhez; Magyarország Területi Épségének Védelmi Ligája, Bp., 1920
- Lechner Jenő: Az elszakításra ítélt Magyarország; Magyarország Területi Épségének Védelmi Ligája, Bp., 1920
- Domanovszky Sándor: A magyar kérdés történeti szempontból tekintve; Magyarország Területi Épségének Védelmi Ligája, Bp.,1920
- Révai Mór János: Magyarország integritása és a wilsoni elvek; Magyarország Területi Épségének Védelmi Ligája, Bp., 1920
- Miért kell nekünk Nagy-Magyarország? Buzás István és Hörcsög János beszélgetései; Magyarország Területi Épségének Védelmi Ligája, Bp., 1920
- Haller János: Nem!; Magyarország Területi Épségének Védelmi Ligája, Bp., 1920 (Vezérfonal iskolák részére)